# Едвард Дженні
Едвард Дженні (англ. Edward Janney) — американський музикант, продюсер і художник.
Дженні грав на бас-гітарі та гітарі в багатьох гардкор-панк гуртах у Вашингтоні,
таких як: The Untouchables, The Faith, Rites of Spring, One Last Wish, Happy Go Licky, Skewbald/Grand Union і Brief Weeds.
А також продюсував альбоми для Scream і Embrace і створив обкладинки альбомів для Funeral Oration, Monorchid, Rites of Spring і Happy Go Licky.

## Дискографія

### Як музикант
Студійні альбоми
| Назва            | Дата виходу / гурт                          |
| ---------------- | ------------------------------------------- |
| Faith/Void Split | - Дата виходу:1982 - Гурт: The Faith        |
| Rites of Spring  | - Дата виходу: 1985 - Гурт: Rites of Spring |

Міні-альбоми
| Назва                             | Дата виходу / гурт                               |
| --------------------------------- | ------------------------------------------------ |
| Subject to Change                 | - Дата виходу: 1983 - Гурт: The Faith            |
| All Through a Life                | - Дата виходу: 1987 - Гурт: Rites of Spring      |
| Skewbald/Grand Union              | - Дата виходу: 1991 - Гурт: Skewbald/Grand Union |
| A Very Generous Portrait          | - Дата виходу: 1991 - Гурт: Brief Weeds          |
| Songs Of Innocence And Experience | - Дата виходу: 1993 - Гурт: Brief Weeds          |

Збірники
| Назва          | Дата виходу / гурт                          |
| -------------- | ------------------------------------------- |
| Happy Go Licky | - Дата виходу: 1988 - Гурт: Happy Go Licky  |
| End on End     | - Дата виходу: 1991 - Гурт: Rites of Spring |
| Will Play      | - Дата виходу: 1997 - Гурт: Happy Go Licky  |
| 1986           | - Дата виходу: 1999 - Гурт: One Last Wish   |

Виступ гостем
| Назва                 | Дата виходу / виконавець / альбом                                  |
| --------------------- | ------------------------------------------------------------------ |
| Provisional           | - Дата виходу: 1989 - Гурт: Fugazi - Альбом: Margin Walker         |
| Sugar                 | - Дата виходу: 1989 - Гурт: Carnival of Souls - Альбом: Flop       |
| I Hate You            | - Дата виходу: 1997 - Гурт: Total Fury - Альбом: Spring Thrash E.P |
| There to Here         | - Дата виходу: 2006 - Музикант: Joe Lally                          |
| Nothing Is Underrated | - Дата виходу: 2007 - Музикант: Joe Lally                          |

### Як продюсер
| Назва           | Дата виходу / гурт                  |
| --------------- | ----------------------------------- |
| Still Screaming | - Дата виходу: 1983 - Гурт: Scream  |
| Embrace         | - Дата виходу: 1987 - Гурт: Embrace |